# Sabine Anselm
Sabine Anselm (* 1965) ist eine deutsche Germanistin und Fachdidaktikerin.

## Leben
Sie studierte Germanistik, evangelische Theologie und klassische Philologie in Freiburg im Breisgau, Jena, München und Zürich (1991 erstes Staatsexamen). Den Vorbereitungsdienst (1993–1995) für das Lehramt an Gymnasien in München, Erlangen und Germering schloss sie 1995 mit dem zweiten Staatsexamen ab. Nach der Promotion 2003 zur Dr. phil. an der FSU Jena und der Habilitation 2009 (venia legendi: Didaktik der deutschen Sprache und Literatur) wurde sie 2017 außerplanmäßige Professorin für Didaktik der deutschen Sprache und Literatur an der LMU München. Sie leitet die Forschungsstelle Werteerziehung und Lehrer:innenbildung.
Neben der Werteerziehung in Deutschunterricht und Lehrerbildung sind Professionalisierung personaler Sprechstile in dialogischen Lehr-Lern-Kontexten, Unterrichtsbeobachtung durch Videografieforschung, Kinder- und Jugendliteratur im Medienverbund, Medienbildung im Deutschunterricht und Didaktisierung von Fragen der Bildung für nachhaltige Entwicklung Schwerpunkte ihrer wissenschaftlichen Arbeit.

## Schriften (Auswahl)
- Struktur und Transparenz. Eine literaturwissenschaftliche Analyse der Feldherrnviten des Cornelius Nepos. Stuttgart 2004, ISBN 3-515-08478-9.
- Kompetenzentwicklung in der Deutschlehrerbildung. Modellierung und Diskussion eines fachdidaktischen Analyseverfahrens zur empiriegestützten Wirkungsforschung. Frankfurt am Main 2011, ISBN 978-3-631-61233-0.
- mit Anke Werani: Kommunikation in Lehr-Lernkontexten. Analyse, Reflexion, Training selbstregulativer Prozesse zur Professionalisierung personaler Sprechstile. Bad Heilbrunn 2017, ISBN 3-8252-4756-2.
- Crossmediales Erzählen im Anthropozän. Literarische Spuren in einem neuen Zeitalter. München 2017, ISBN 3-96238-003-5.